# 羅科·伍基奇
羅科·伍基奇（1984年12月5日—），克羅地亞籃球運動員。他現在效力於克羅地亞籃球聯賽球隊薩格勒布塞德華塔。他在場上的位置是控球後衛。他也代表克羅地亞國家籃球隊參賽，參加了2008年奧運會和2014年籃球世界杯。